# Ušas
| Jak bajadéra pestře se nalíčila Zora. Hruď její vidět už z dáli jak vemeno ryzky. Bránu tmy prorazila jako ohradu stádo a celému světu přinesla světlo. Její zářivá skvělost šlehla nám vstříc, šíří se víc a zdolává černou moc. Rudou zář vztyčila dcera nebe jak obětní sloup natřený pestře (...) Od věku trvá, stále se znovu rodí, vždy stejnou barvou se zdobí, ale smrtelníku věk zmenšuje a k sobě jej bere jak šťastný hráč sázku. |
| Část rgvédského hymnu 1.92 |

Ušas (उषस् uṣas) je hinduistická bohyně úsvitu. Zatímco ve védském náboženství zastávala, alespoň podle množství zmínek v Rgvédu, významné místo, v pozdějším hinduismu její význam upadal.
Na východě každé ráno otevírá brány nebes, budí každé ráno lidi i zvířata a zahání zlé duchy a noční můry. Vyniká velkou krásou opěvovanou védskými básníky a je označována jako zlatoruká, oděná světlem a mající širokou náruč, k mužům se chová vyzývavě, tancuje, usmívá se a odkrývá své lůno jako kurtizána. Vlastní rudé voly či krávy, které symbolizují červánky či paprsky ranního světla, a její vůz je tažen rudými koňmi.
Je dcerou boha nebes Djause, sestrou bohyně noci Rátrí či Naktí a někdy je označována za matku slunečního boha Súrji. Jindy je označována za milenku Súrji nebo za sestru či manželku Ašvinů.
Jejím protějškem jsou další indoevropské bohyně úsvitu jako řecká Éós a Afrodíté, římská Mater Matuta, litevská Aušrine a lotyšský Auseklis, keltská Brigantia, irská Brigid a snad i slovanská Zora.

## Etymologie
Jméno Ušas znamená jednoduše „úsvit“ a vychází z praindoevropského kořene *haus/*haeus „svítící (rudě), plamen“, doplněného o sufix -ós- či -ró-. Stejného původu je řada indoevropských označení úsvitu a jemu vládnoucí bohyně, příkladem je řecká Éós, nebo litevská Aušrine. Bližší informace lze nalézt v článku o bohyni úsvitu.
Často je zmiňována v plurálu nebo v dvandvovém kompozitu se svojí cestou Nocí,, jedná se o dvojice Ušas-a-Nakti a Naktošásá nebo o eliptické tvary Ušasá či Naktá. Někdy jsou tyto dvě bohyně označovány jako dvě Ušasy.

## Motivy
Ušas společně se svojí sestrou Rátrí pečují o jedno dítě či „tele“. Podle jedné z verzí je jejich společných synem, podle jiné je syn dítětem Rátrí, ale stará se o něj Ušas. Pravděpodobně je myšlen sluneční bůh Súrja. Jaan Puhvel vidí analogii v římské rituálu Matralia, zasvěceném Mater Matutě), nesoucí též rysy bohyně úsvitu, při kterém ženy brali do náruče děti svých sester.
Objevuje se též motiv její liknavosti, který může zpozdit příchod dne. V rgvédském hymnu 5.79 je vyzývána k tomu aby si pospíšila a varována že může být spálena sluncem, v hymnu 4.30 musí být k odchodu ze scény dokonce násilně donucena Indrou. Jaan Puhvel spojuje tento motiv s zarathuštrovskou démonkou Búšjastá.
Časté přízvisko Ušas brhatí „vznešená, vysoko sídlící“ odpovídá jménu keltské Brigantie a irské Brigid.
Podle védských textů se Ušas znovu rodí každé ráno jako úsvit a někdy se tak o ní mluví v množném čísle. V řecké mytologii tomu odpovídá titul Érigonéia „brzy zrozená“ bohyně Éós. Z důvodu neustálého znovuzrozování je Ušas také považována za nestárnoucí a nesmrtelnou.
Je označována jako Divo duhitá, dcera nebes – tedy boha Djause. Podobně Éós spojuje s Diem titul Día „zářící, jasná“ a litevská Saule je nazývána Dievo dukrýte „dcera nebes/Dievase“.